# Helios–1
A Helios–1 egy közös amerikai–német űrszonda, az első német Naprendszer-kutató mesterséges bolygó. 1974-ben indították útjára.

## A küldetés
1966-ban Ludwig Erhard Németország kancellárja és Lyndon B. Johnson, az Amerikai Egyesült Államok elnöke együttműködési megállapodást kötött a világűr-kutatás érdekében. A Helios–1 az első mesterséges űreszköz, amelyik a Naprendszert kutatta.

## Jellemzői
Az űrszonda a NASA és a Német Űrügynökség (DFVLR) együttműködésében készült. A DFVLR biztosította az orbitális egységet, a NASA pedig a fellövéshez szükséges hordozórakétát és egyéb feltételeket.
Megnevezései: Helios–1; Helios–A; COSPAR: 1974-097A; Kódszáma: 7567. Következő űreszköz: Helios–2.
1974. december 10-én Floridából, a Cape Canaveral (KSC) Kennedy Űrközpontból, a LC–41 (LC–Launch Complex) jelű indítóállványról egy Titan IIIE-Centaur hordozórakéta segítségével emelkedett a magasba. Az orbitális egység  heliocentrikus pályán mozgott, 190 nap alatt tett meg egy pályafordulatot.
Formája túlméretezett orsóra hasonlít. Maximális átmérője nyitott pozícióban (antennákkal) 2,77, magassága 4,23 méter, a szonda testének átmérője 2,12 méter. Három tengelyesen forgás-stabilizált űreszköz. Külső felülete a hő és a mikrometeorok ellen speciálisan védett, szigetelt, hűtött. Forgási sebességének (1 fordulat/másodperc) következtében a napenergia csak pillanatokra érte az adott felületet, ezért a hőhatás egyenletesen oszlott el. Tömege 371,2 kilogramm. Pályasebessége 252 792 km/h. Az űrszonda 46 500 000 kilométerre (0,29 CsE) megközelítette a Napot.
Műszerezettsége: plazmaérzékelő; két fluxus magnetométer; kereső magnetométer; plazma- és rádióhullám kísérletekre szolgáló eszközök (6 Hz és 3 MHz között); kozmikus sugárzást mérő detektorok; elektron detektor; állatövi fény fotométer; mikrometeorit analizátor; égi mechanikai kísérletekre szolgáló eszköz; Faraday forgatási kísérletre szolgáló berendezés. Az űrszonda felületét napelemek borították, az energia tárolását ezüst-cink akkumulátorok biztosították.

## Érdekes adatok
1. a Szovjetunió és az USA után a német a harmadik nemzet a Naprendszert kutató bolygójával,
2. a Centaur hordozórakéta első sikeres alkalmazása,
3. 371,2 kilogramm tömege 10 tudományos műszert tartalmazott,
4. aktív szolgálati idejét 18 hónapra tervezték, de 11 évig szolgált,
5. forgási sebessége (az alkalmazott hűtési technikák) 20 °C-on tartották a belső hőmérsékletet. A külső felület pillanatokra 300 °C-ra melegedett.
6. a Helios-program költsége mintegy 260 millió amerikai dollár,
7. a tartalék bolygó Münchenben van kiállítva,
8. sebességi rekordja 252 792 km/h, azaz 70,22 km/s.

1986. március 16-án az űrszondával megszakadt a kapcsolat.

## Külső hivatkozások
- Helios. lib.cas.cz. [2013. október 13-i dátummal az eredetiből archiválva]. (Hozzáférés: 2014. január 31.)
- Helios. astronautix.com. [2010. november 20-i dátummal az eredetiből archiválva]. (Hozzáférés: 2014. január 31.)
- Helios. astronautix.com. (Hozzáférés: 2014. január 31.)
- Helios. astronautix.com. (Hozzáférés: 2014. január 31.)
- Helios. astronautix.com. (Hozzáférés: 2014. január 31.)